# The Lego Group
Lego A/S, веде бізнес як The Lego Group — данська приватна компанія зі штаб-квартирою в місті Біллунні, Данія. Компанія відома насамперед виробництвом іграшок Lego, які головним чином являють собою набори з'єднуваних пластикових цеглинок. The Lego Group також оперує декількома парками розваг по всьому світу, кожен з яких відомий як Legoland, крім того управляє низкою роздрібних магазинів Lego.
Компанія була заснована 10 серпня 1932 року Оле Кірком Крістіансеном. У першій половині 2015 року The Lego Group стала найбільшою іграшковою компанією світу за виторгом, вартість її акцій сягнула $2,1 млрд, обійшовши Mattel, вартість чиїх акцій становила $1,9 млрд. 11 травня 2017 року Lego анонсувала, що Нільс Б. Крістіансен стане новим CEO, починаючи з 1 жовтня 2017 року.

## Історія
Важливі дати
- 1949 — поява пластмасових поєднуваних цеглинок. Їхні розміри вивірені таким чином, що цеглинки можна надійно поєднувати між собою не лише згори, а й з боків.
- 1954 — у Данії офіційно зареєстрована торговельна марка LEGO.
- 1961 — вперше автомобілі тепер також можна зібрати з цеглинок — раніше до наборів входили звичайні масштабні моделі.
- 1961 — виробництвом і продажем наборів LEGO в Північній Америці за ліцензією займається фірма Samsonite (нині відомий виробник багажних сумок і валіз). Співробітництво триватиме до 1988 року.
- 1964 — вперше до наборів надається інструкція зі збірки.
- 1968 — 7 липня в Біллунні відкривається перший парк мініатюр, відпочинку та розваг Леголенд.
- 1970 — чисельність співробітників компанії досягнула 1000 осіб.
- 1978 — вперше з'являються мініфігурки LEGO.￼
- 1996 — запущено сайт lego.com.
- 2000 — Британська асоціація продавців іграшок назвала цеглинку LEGO найзначущою іграшкою XX століття.
- 2011 — компанія LEGO зайняла п'яте місце за результатами опитування 48 тис. людей із 15 найважливіших регіонів світу за довірою компанії.
- 2017 — побудовано Lego House.

### Заснування та ранній розвиток (1932—1959)
Компанія заснована в майстерні Оле Кірка Крістіансена (дан. Ole Kirk Christiansen) (нар. 7 квітня 1891), столяра з Біллунна, Данія, який з 1932 року почав виготовляти дерев'яні іграшки. 1934 року його компанія одержала назву Lego, від данських слів «leg godt», що означає «грай добре». 1947 року вона розширила виробництво до випуску пластикових іграшок. 1949 року, з-поміж інших нових продуктів, Lego почала випуск ранньої версії популярного в наш час конструктора, яка називалася «автоматично поєднувані цеглинки». Ці деталі частково брали за основу цеглинки компанії Kiddicraft, які мали здатність скріплюватися, що були запатентовані у Великій Британії 1939 року та випущені 1947 року. Після вивчення зразка, наданого британським постачальником придбаної компанією ливарної машини, Lego модифікували дизайн цеглинки Kiddicraft. Спочатку цеглинки виготовлялися з ацетилцелюлози та являли собою покращені традиційні дерев'яні складані блоки, які з'єднувалися між собою за допомоги деяких круглих виступів угорі та порожнистої прямокутної нижньої частини. Цеглинки щільно замикалися разом, але водночас їхнє роз'єднання не потребувало великих зусиль.
Девіз The Lego Group: «Det bedste er ikke for godt.», що перекладається як «Найкраще — це ще недостатньо добре». Цей девіз Оле Кірк створив, аби надихнути своїх підлеглих ніколи не скупитися на якість, оскільки він був переконаний у її значущості. Цей девіз використовується компанією й сьогодні. Станок на 1951 рік пластикові іграшки становили половину обсягу виробництва компанії Lego, хоча данський торговельний журнал Legetøjs-Tidende («Toy Times»), який відвідав фабрику Lego в Біллунні на початку 1950-х, вважав, що пластикові іграшки ніколи не зможуть замінити традиційні дерев'яні. Попри загальну думку, іграшки Lego стали суттєвим винятком у неприязні до дитячих пластикових іграшок, частково через високі стандарти, установлені Оле Кірком.
1954 року син Крістіансена — Готфрід — став молодшим керівним директором компанії Lego. Саме його перемовини із зарубіжними покупцями навернули на ідеї устрою іграшок. Готфрід вбачав у цеглинках Lego неймовірний потенціал стати інструментом для творчої гри, але всі ідеї ще мали недоліки з технічного погляду: стикувальна спроможність була обмежена, а самі цеглинки не були універсальними. 1958 року було розроблено сучасний дизайн цеглинок, і спершу як матеріал використовувався ацетат целюлози. Сучасна цеглинка Lego була запатентована 28 січня 1958 року.

### Перехід на пластик (1960—1969)
1961 року Lego прагнула розширити продажі в Північній Америці, але не мала потрібних для цього логістичних потужностей. Lego уклало угоду із компанією Samsonite на виробництво і продаж продукції Lego у Сполучених Штатах і Канаді.
У 1961—1962 рр. з'являються перші колеса Lego, що відкрило можливість будувати автомобілі з Lego. 1964 року в наборах Lego вперше з'являються інструкції, того ж року з'являються перші потяги Lego, перші набори з якими містили 4,5-вольтний мотор (який через два роки був змінений на 12-вольтний), акумулятор і рейки.
1964 року основним матеріалом для блоків було обрано АБС-пластик (акрилонітрилбутадієнстирол), що використовується й досі. АБС-пластик нетоксичний, менше схильний до знебарвлення й викривлення, а також стійкіший до спеки, кислот, солей та інших хімічних речовин.
7 червня 1968 року в Біллунні відкрився перший Леголенд. Цей тематичний парк містив детальні моделі мініатюрних містечок, цілком збудованих з Lego. У перший рік роботи парк площею в 1,2 га прийняв 625 000 відвідувачів. Протягом наступних 20 років тематичний парк було розширено майже у вісім разів, а щорічна кількість відвідувачів в середьному становила один мільйон осіб. Продажі наборів Lego сягнули понад 18 млн одиниць у 1968 році.
Лінійка Lego Duplo, представлена 1969 року, — це набір простих блоків, які вдвічі ширше, довше та вище стандартних блоків Lego, які призначені для маленьких дітей.

### Розвиток (1970—1991)
Протягом трьох останніх десятиліть XX століття Lego розвивалося в нових галузях виробництва іграшок і маркетингу. 1971 року Lego випустила набори меблів і лялькових будинків для аудиторії дівчаток. 1972 року випущено набори кораблів і човнів Lego із плавучими деталями.
Під час цього періоду син Готфріда Кірка Крістіансена К'єльд Кірк Крістіансен долучився до менеджменту компанії, після отримання академічних ступенів з бізнесу у Швейцарії та Данії. Одним з його перших досягнень було створення виробничих потужностей та відділу R&D, відповідальних за підтримку виробничого процесу на часі. 1974 року компанія відкрила свою першу фабрику в Північній Америці в Енфілді, Коннектикут, США.
1975 року з'явилися набори Expert Series, а 1977 року — набори Expert Builder, націлені на старших і досвідченіших гравців. Технічні набори містили рухомі частини, зокрема зубчасті колеса, диференціали, важелі, осі й універсальні шарніри, дозволяючи побудову реалістичних моделей, наприклад, авто, із зубчастим управлінням і правдоподібними рухами двигуна. 1982 року лінійка Expert Builder стала Lego Technic. 1978 року Lego випускає перші мініфігурки із рухомими руками й ногами та усмішкою на обличчі. Фігурки почали використовуватися в різних наборах Lego, дозволяючи будувати міста, населені жителями-мініфігурками Lego.

### Занепад (1992—2004)
З 1992 року прибутки Lego почали спадати, а вже 1998 року компанія зазнала збитків у розмірі £23 млн. Того ж року компанія звільнила 1000 працівників.
На початку 1990-х багато дизайнерів Lego, які створювали набори ще з кінця 1970-х до початку 1990-х, вийшли на пенсію. The Lego Group замінила їхні вакансії 30-ма «іноваторами», які закінчили різні європейські коледжі з дизайну та не знали в детялях досить багато про дизайн іграшок, а ще менше — про збирання конструкторів Lego. Унаслідок цього напрямок дизайну продуктів Lego різко змінився: кількість деталей зменшилася задля скоротшення часу збирання конструкторів; були додані риси, які покращили якість грального процесу. Втім, ці зміни одержали змішану реакцію від запеклих фанатів Lego, звиклих до наддеталізованих наборів «класичної ери» — 1980-х і ранніх 1990-х. Лінійка Lego Pirates, що послуговувалася великим попитом від своєї появи у 1989 році, зазнала провалу після виходу нових наборів у 1996—1997 рр., що загалом були сприйняті не дуже добре, тому після 1997 року її виробництво було різко припинено.
1999 року випущені перші набори Lego із використанням ліцензованої інтелектуальної власності, тобто створених не в самій компанії — ними стали Lego Star Wars і Lego Duplo Winnie the Pooh, а 2000 року — персонажі Lego Harry Potter та фігурки з фільмів Стівена Спілберга. Сорен Голм, очільник Lego Concept Lab, згадував, що іграшкова зброя завжди була дискусійною, але з виходом Lego Star Wars компанія стала «більш толерантною до конфліктів» Пан Лаурсен, виконавчий директор у Північній Америці запропонував зробити «насильство не відкритим, а більш гумористичним.» Ліцензовані контракти давали прибуткам короткотривалий поштовх під час виходу блокбастерів, однак, після того як вщухало масове захоплення ними, продажі спадали. Надалі, додана вартість ліцензії робила такі набори дорожчими, що відштовхувало давніх фанатів, які, крім цього, жалілися на спадну якість і меншу доступність наборів, що Lego випускала без ліцензії.
Після 1999 року Lego почала просувати власні лінійки за використання різних медіа, відмовившись від зосередження на Lego System. Найвідомішою з них є лінійка Lego Bionicle, що стала першою власною великою медіафраншизою Lego; випускалася у період 2001—2010 рр. і 2016 року. 2002 року Duplo було об'єднане із Lego Baby в нову лінійку Lego Explore.
2004 року Lego задекларувала £174 млн збитків. Виконавчий віце-президент з маркетингу Мадс Ніппер згодом описував тодішнє становище компанії як «майже банкрут».
У ретроспективі він аналізував:
|  | Ми продовжували інвестувати, ніби компанія сильно зростала. Ми не змогли усвідомити, що були на слизькій стежці… У дітей лишалося все менше й менше часу для ігор. Деякі західні ринки мали все меншу кількість дітей. Відтак, гральні тренди змінилися, а ми змінитися не змогли. Ми не виготовляли іграшки, що були дійсно цікавими для дітей. Ми не змогли втілити достатньо інновацій. І скільки б ми не скорочували компанію, усе одно було недостатньо. Оригінальний текст (англ.) We continued to invest as if the company were growing strongly. We failed to realise that we were on a slippery path… Children were getting less and less time to play. Some of the western markets had fewer and fewer children. So play trends changed, and we failed to change. We were not making toys that were sufficiently interesting to children. We failed to innovate enough. And we had nowhere cut deep enough to right-size the company. |

2004 року CEO К'єльд Кірк Крістіансен пішов у відставку та призначив першого CEO не з родини Йоргена Віга Кнудсторпа. Компанія продала чотири Леголенди компанії-оператору тематичних парків Merlin Entertainments, а виробництво, 80 % якого перебувало на аутсорсингу, повернулося під контроль Lego.

### Відродження (2005—досі)
Компанія зосередилася на своїх базових продуктах і знову запровадила лінійку Lego Duplo наприкінці 2004 року. З 2004 року виробництво переведено до Мексики, а дистрибуція перебазована з Біллунна до Чехії. Станом на 2007 рік, загальна кількість робітників була зменшена завдяки аутсорсингу до 4200 осіб порівняно з 9100 у 1998 році. Тільки у Сполучених Штатах продажі Lego збільшилися на 32 відсотки завдяки тематичним іграм за мотивами «Зоряних воєн» та «Індіани Джонс», а загалом 2008 року світові продажі збільшилися на 18,7 відсотків. Пан Лаурсен, виконавчий директор у Північній Америці, 2009 року казав, що ліцензування відіграло в Сполучених Штатах значнішу роль, ніж в інших регіонах. За оцінкою, понад 60 відсотків продажів Lego в Америці були пов'язані з ліцензуванням, що є вдвічі більше, ніж у 2004 році. Лаурсен стверджував, що у 2009 році Lego були «беззаперечно набагато більше комерційно орієнтовані». 2009 року, попри глобальну фінансову кризу, прибутки за рік сягнули £99,5 млн; Мадс Ніппер, виконавчий віце-президент з маркетингу заявляв, що Lego «одержала вдвічі більше прибутків від продажів, ніж будь-який конкурент.»
2014 року Warner Bros і The Lego Group випустили «Lego Фільм», комп'ютерний анімаційний пригодницький комедійний фільм, що розповідає історію однієї звичайної мініфігурки, покликаної врятувати світ. Мультфільм зібрав одні з найвищих касових зборів з-поміж усіх оригінальних анімаційних фільмів. Los Angeles Times відзначила «майже одностайні позитивні відгуки».
2017 року Warner Bros, DC Entertainment і The Lego Group випустили «Lego Фільм: Бетмен» — сольний спіноф Бетмена — одного з головних персонажів першої стрічки. Того ж року Lego випустила ще один повнометражний анімаційний фільм за мотивами своєї лінійки Ninjago — «Lego Фільм: Ніндзяго».
У лютому 2019 року випущено сиквел оригінального фільму «Lego Фільму», спродюсований Warner Animation Group і випущений Warner Bros, під назвою «Lego Фільм 2». Більшість акторів озвучування взяли участь у сиквелі, однак його касові збори виявилися нижчими, ніж у попередників, тому стрічка провалилася в прокаті.

## Логотип

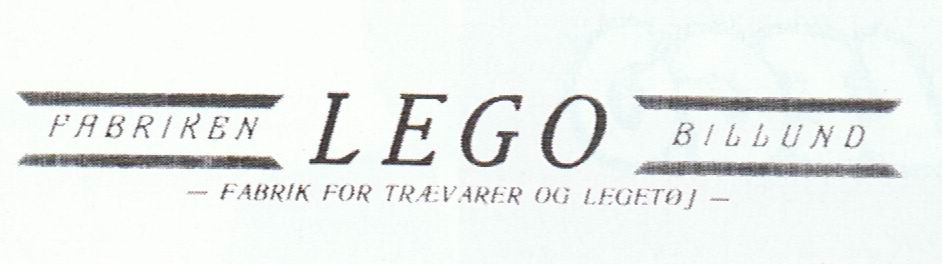
1936—1946
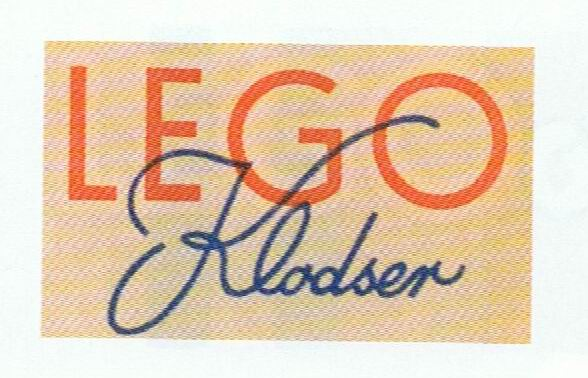
1946—1948
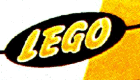
1948—1950
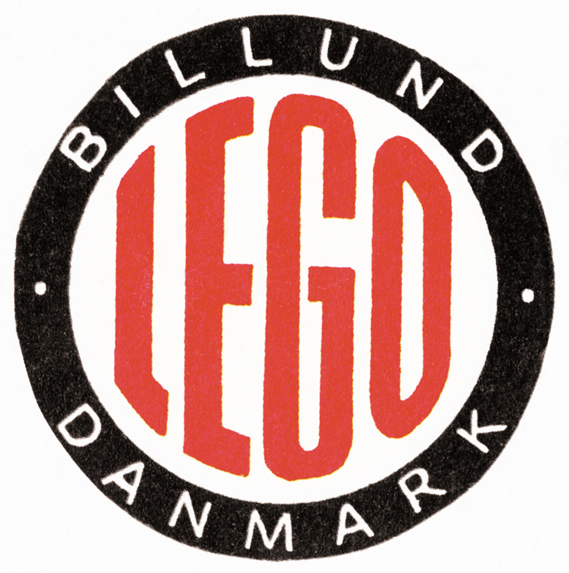
1950—1953
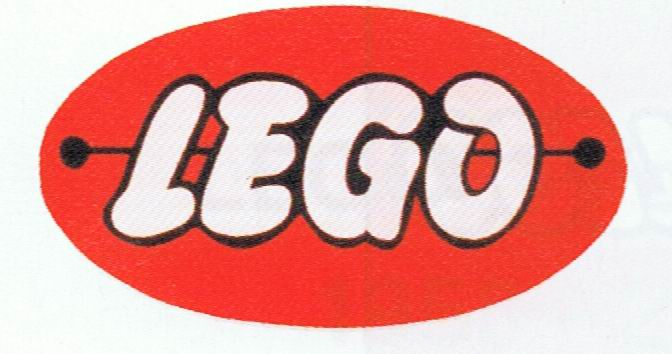
1953—1954
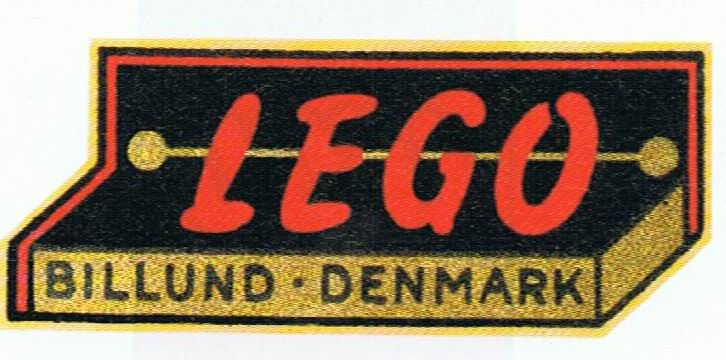
1954—1959
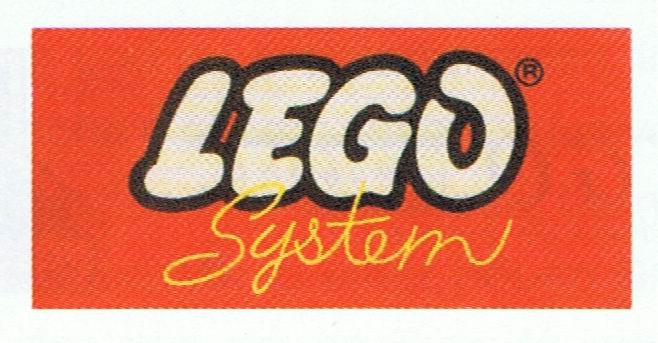
1959—1964
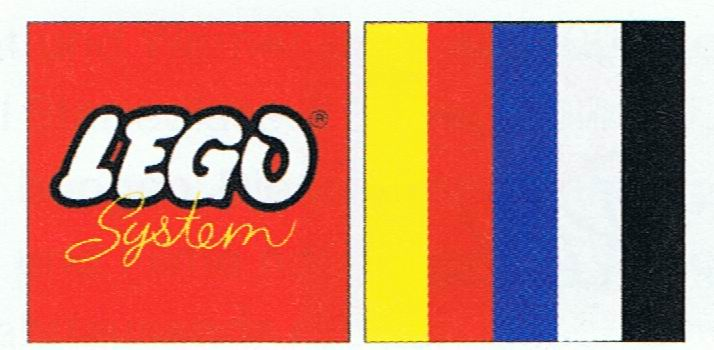
1964—1972
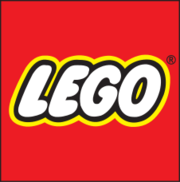
1972—1998
1998 — сьогодення

## Торговельна марка й патенти
Після закінчення терміну дії останнього патенту Lego в 1989 року низка компаній почала виробляти скріплювані між собою цеглинки, схожі на цеглинки Lego. Іграшкова компанія Tyco Toys виробляла такі цеглинки протягом певного часу; інші конкуренти — Mega Bloks і Best-Lock. Товари конкурентів зазвичай сумісні з оригінальними цеглинками Lego та часто продаються за нижчою ціною, ніж набори Lego.
Один із таких конкурентів — Coko, що виготовлявся китайською компанією Tianjin Coko Toy Co., Ltd. 2002 року швейцарський підрозділ The Lego Group — Interlego AG — висунув компанії позов через порушення авторського права. Суд визнав багато цеглинок Coko такими, що порушують авторське право; Coko була зобов'язана припинити виробництво цих цеглинок, оприлюднити формальне вибачення в газеті Beijing Daily та сплатити невелику компенсацію за завдану шкоду Interlego. Під час розгляду апеляції Вищий муніципальний народний суд Пекіна залишив рішення суду в силі.
2003 року The Lego Group виграла справу в Норвегії проти роздрібної мережі Biltema за продаж товарів Coko, ґрунтуючись на тому, що компанія використовувала схожий дизайн як інструмент маркетингу.
Також 2003 року велика партія товарів, схожих на Lego, що продавалися під маркою «Enlighten», була вилучена співробітниками фінляндської митниці. Упаковки товарів Enlighten походили на оригінальний стиль упаковок Lego. Китайський виробник конструкторів не з'явився в суді, і Lego виграла справу: суд ухвалив рішення про знищення партії. The Lego Group заплатила за знищення 54000 наборів, обґрунтовуючи це прагненням уникнути сплутання брендів і захистом споживачів від потенційно неякісних товарів.
Lego намагалася добитися захисту оригінального дизайну своїх цеглинок на рівні торговельної марки, аби зупинити виробництво своїх клонів. Однак 2002 року Федеральний суд Канади відкликав захист торговельної марки, аргументуючи тим, що функціональний дизайн не має підпадати під захист торговельної марки. Це рішення підтверджено другою інстанцією, а 2005 року Верховний суд Канади оприлюднив пояснення, за яким «правовий захист марки не має використовуватися для того, аби монопольні права продовжували існувати при недійсних патентах». 2 грудня 2004 Федеральний верховний суд Німеччини дозволив для інших виробників деталі, сумісні з оригінальними від Lego. У вересні 2010 року Європейський суд підтвердив, що цеглинки Lego не являють собою захищену марку, натомість технічне рішення, що терміни дії їхніх патентів закінчилися у 1970-х роках. Сьогодні компанії-конкуренти можуть відтворювати більшість оригінальних деталей Lego, але Lego все ще зберігає авторське право та інші права на деякі форми. Існують списки таких «критичних» деталей.
Lego завжди виступала проактивно у справах своїх патентів через жорстку конкуренцію з боку своїх клонів. Компанія володіє понад 600 патентами на дизайн у Сполучених Штатах.

## Legoland

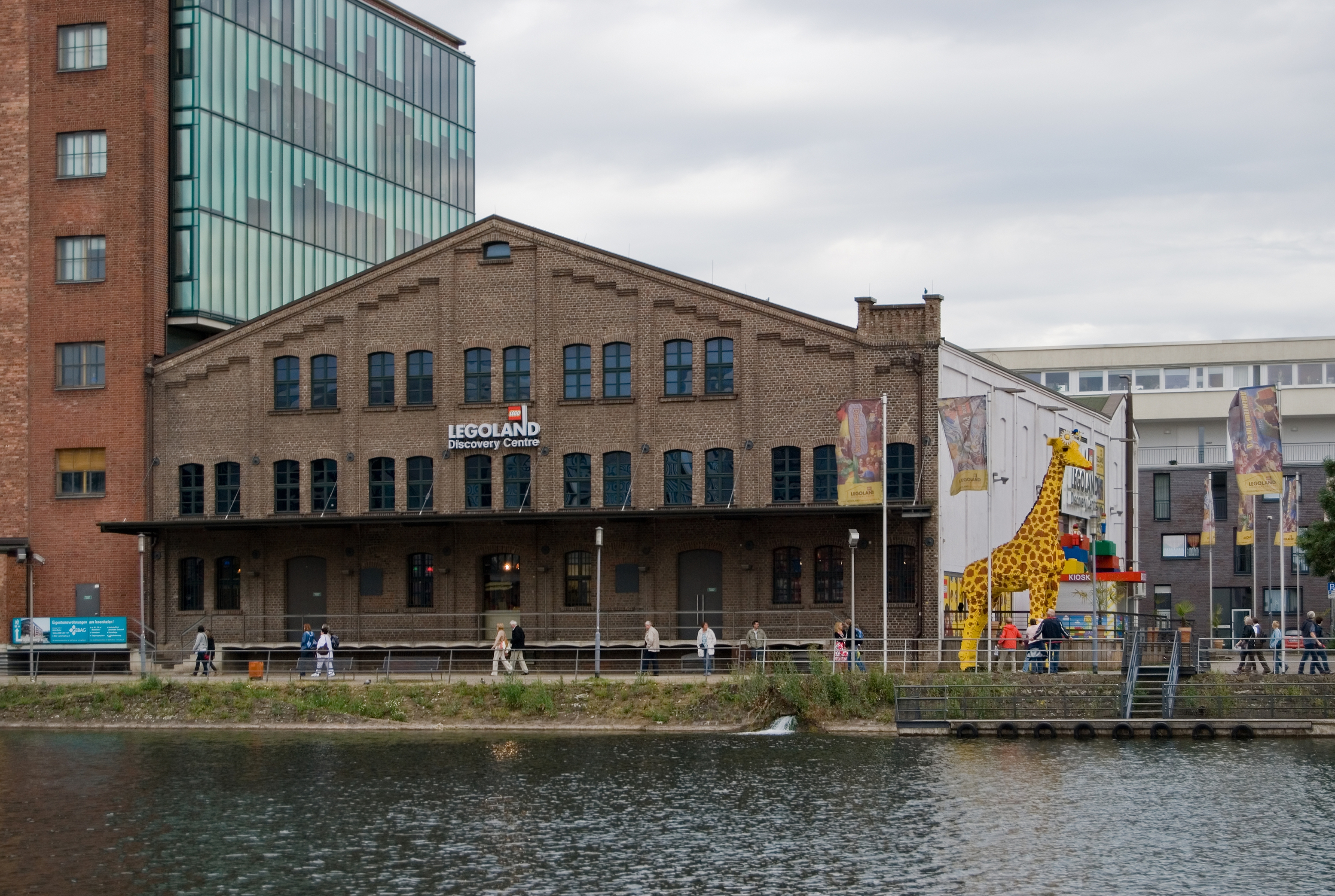
Legoland Discovery Centre у Дуйсбургу, Німеччина

The Lego Group побудувала вісім парків розваг по всьому світу під назвою Legoland. У кожному парку створені великомасштабні Lego-моделі відомих пам'яток і мініатюрні моделі визначних міст, поряд із тематизованими атракціонами. Перший Legoland побудовано в місті Біллунн, Данія. Згодом з'явилися Legoland Windsor у Віндзорі, Англія, Legoland California в Карлсбаді, Каліфорнія та Legoland Deutschland у Гюнцбургу, Німеччина. Крім того, протягом 1973—1976 рр. існував Legoland Sierksdorf.
У липні 2005 року The Lego Group оголосила про укладання угоди з приватною інвестиційною компанією Blackstone Group щодо продажу всіх тоді існуючих чотирьох парків за €375 млн Merlin Entertainments — дочірньому підприємству Blackstone. За умовами угоди, The Lego Group придбала 30 % акцій Merlin Entertainments і відповідні місця в раді директорів. Продаж тематичних парків був складовою частиною реструктуризаційної стратегії компанії для зосередження на основній галузі — виробництві іграшок.
2010 року Merlin Entertainments відкрила перший аквапарк Legoland у складі Legoland California. 15 жовтня 2011 року Merlin Entertainments відкрила перший новий Legoland, Legoland Florida, у Вінтер-Гейвені, Флорида. Інший аквапарк Legoland було відкрито поруч 26 травня 2012 року.
22 вересня 2012 року Merlin Entertainments відкрила свій другий новий Legoland в Іскандар-Путері, Малайзія під назвою Legoland Malaysia. Він став першим Legoland'ом в Азії та швидко доповнився тематичним парком Lego. Також там було побудовано перший готель Lego. Постояльці також одержують квитки в Legoland й аквапарк.
Згодом Merlin Entertainments відкрила ще декілька парків Legoland: Legoland Dubai (відкрито 2016 року) та Legoland Japan (відкрито 2017 року). На 2021 рік заплановано відкриття Legoland'у в Гошені, Нью-Йорк. Крім цього, компанія відкрила нові Legoland Discovery Centre, що використовують концепт Legoland, підганяючи його під розміри торговельних центрів.